# Diplazium paucipinnum
Diplazium paucipinnum är en majbräkenväxtart som beskrevs av Robert G. Stolze.
Diplazium paucipinnum ingår i släktet Diplazium och familjen Athyriaceae. Inga underarter finns listade i Catalogue of Life.